# 茨榆山镇
茨榆山镇，原名茨榆山乡，是中华人民共和国河北省秦皇岛市青龙满族自治县下辖的一个镇，2023年1月撤乡设镇。

## 行政区划
茨榆山镇下辖以下地区：
茨榆山村、土桥岭村、双龙寺村、沙金沟村、磨盘山村、上白城子村、下白城子村、八拨子村、厂房子村、尖山子村、霍杖子村、乱石碴村、杨台子村、鲁杖子村、西山村、蔡峪村和杉树岭村。